# 親子扭蛋路跑
扭蛋路跑（GachaGacha Run），是由「BeyondGroup 格治傳播集團」在台灣所舉辦的趣味親子扭蛋路跑活動。首屆在2014年7月舉辦，地點為台北內湖美堤公園，全程5公里。2015，2016，2017在全台五大城市(台北、桃園、新竹、台中、高雄)巡迴舉辦，受到全台親子及年輕人的喜愛。每年平均有近2萬人次參加。

## 緣由
「BeyondGroup 格治傳播集團 （页面存档备份，存于）」希望能讓現今社會的小孩遠離3C產品，多運動。

## 賽制

### 規則
全程5公里，有三關扭蛋區，參賽者在每一關都可免費扭蛋一次。

### 參賽資格
無限制年齡、性別。基於安全考量，12歲以下兒童，須由成人陪同參賽，每1名成人最多陪伴4名兒童。

## 歷史

### 第一屆
台北美堤河濱公園。

### 第二屆
第二屆扭蛋路跑名稱為「2015扭蛋路跑」分別將在在中華民國台灣北、中、南舉辦三場賽事，全程6公里。
| 地區 | 地點               |  |
| ---- | ------------------ |  |
| 南部 | 高雄澄清湖風景區   |  |
| 中部 | 台中梧棲漁港       |  |
| 北部 | 台北馬場町紀念公園 |  |

### 第三屆
台北馬場町紀念公園 / 台中梧棲漁港 / 新竹枋寮漁港 / 高雄世大運主場館

### 第四屆
台北馬場町紀念公園 / 台中梧棲漁港 / 新竹枋寮漁港 / 高雄世大運主場館 / 桃園青埔運動公園

## 吉祥物
「蛋蛋家族」：蛋拔，蛋麻，蛋哥，蛋妹，一家四口。

## 外部連結
扭蛋路跑粉絲頁：https://www.facebook.com/GachaRun/
（页面存档备份，存于） BeyondGroup 格治傳播集團 （页面存档备份，存于）：http://www.beyondgroup.com.tw/ （页面存档备份，存于）